# Чапаево (Ленинский район)
Чапа́ево (до 1948 года Астаба́н; укр. Чапаєве, крымскотат. Astaban, Астабан) — исчезнувшее село в Ленинском районе Республики Крым, располагавшееся на северо-западе района и Керченского полуострова, в маловодной Коджаларской балке (другое название — балка Семь Колодезей), включённое в состав Калиновки, сейчас — северо-восточная часть села.

## История
Первое документальное упоминание села встречается в Камеральном Описании Крыма… 1784 года, судя по которому, в последний период Крымского ханства Астабан входил в Арабатский кадылык Кефинского каймаканства.
После присоединения Крыма к России (8) 19 апреля 1783 года, (8) 19 февраля 1784 года, именным указом Екатерины II сенату, на территории бывшего Крымского Ханства была образована Таврическая область и деревня была приписана к Левкопольскому, а после ликвидации в 1787 году Левкопольского — к Феодосийскому уезду Таврической области. После Павловских реформ, с 1796 по 1802 год, входила в Акмечетский уезд Новороссийской губернии. По новому административному делению, после создания 8 (20) октября 1802 года Таврической губернии, Стобак был включён в состав Парпачской волости Феодосийского уезда.
По Ведомости о числе селений, названиях оных, в них дворов… состоящих в Феодосийском уезде от 14 октября 1805 года, в деревне Стобак числилось 14 дворов и 66 жителей. На военно-топографической карте генерал-майора Мухина 1817 года деревня Стабан обозначена с 14 дворами. После реформы волостного деления 1829 года Стабал, согласно «Ведомости о казённых волостях Таврической губернии 1829 года», отнесли к Агерманской волости (переименованной из Парпачской). На карте 1836 года в деревне 3 двора, а на карте 1842 года Стабан обозначен условным знаком «малая деревня», то есть, менее 5 дворов.
В 1860-х годах, после земской реформы Александра II, деревню включили в состав Арма-Элинской волости. Согласно «Памятной книжке Таврической губернии за 1867 год», деревня Стабан была покинута жителями в 1860—1864 годах, в результате эмиграции крымских татар, особенно массовой после Крымской войны 1853—1856 годов, в Турцию и заселена частью русскими из разных мест. По «Списку населённых мест Таврической губернии по сведениям 1864 года», составленному по результатам VIII ревизии 1864 года, Стобан — владельческий русский хутор с 3 дворами и 28 жителями близ морскаго берега. По обследованиям профессора А. Н. Козловского начала 1860-х годов, в селении «все без исключения колодцы с весьма солёною водою, годною лишь для животных. Людьми же в пищу не употребляется». На трёхверстовой карте Шуберта 1865—1876 года в деревне Стабан обозначено 2 двора. По «Памятной книге Таврической губернии 1889 года», по результатам Х ревизии 1887 года, в деревнях Корпе и Стабань, уже Петровской волости, вместе числилось 24 двора и 115 жителей. По «…Памятной книжке Таврической губернии на 1892 год» в безземельной деревне Стабан, не входившей ни в одно сельское общество, жителей и домохозяйств не числилось. На верстовой карте Крыма 1896 года обозначены развалины деревни Стабань. В дальнейшем в доступных исторических документах конца XIX — начала XX века не встречается.
После установления в Крыму Советской власти, по постановлению Крымревкома, 25 декабря 1920 года был образован Керченский (степной) уезд, а, постановлением ревкома № 206 «Об изменении административных границ» от 8 января 1921 года была упразднена волостная система и село вошло в состав Петровского района Керченского уезда, а в 1922 году уезды получили название округов. 11 октября 1923 года, согласно постановлению ВЦИК, в административное деление Крымской АССР были внесены изменения, в результате которых округа были отменены, Петровский район упразднили, влив в Керченский район. Согласно Списку населённых пунктов Крымской АССР по Всесоюзной переписи 17 декабря 1926 года, в селе Остабань, Семи-Колодезянского сельсовета Керченского района, числилось 23 двора, все крестьянские, население составляло 123 человека, из них 115 украинцев, 6 белорусов, 1 грек, 1 записан в графе «прочие». Постановлением ВЦИК «О реорганизации сети районов Крымской АССР» от 30 октября 1930 года (по другим сведениям 15 сентября 1931 года) Керченский район упразднили и село включили в состав Ленинского. На подробной карте РККА Керченского полуострова 1941 года в селе Астабань отмечено 24 двора.
С 25 июня 1946 года селение в составе Крымской области РСФСР. Указом Президиума Верховного Совета РСФСР от 18 мая 1948 года Астабань переименовали в Чапаево. 26 апреля 1954 года Крымская область была передана из состава РСФСР в состав УССР. В 1957 году Чапаево присоединили к Калиновке, (согласно справочнику «Крымская область. Административно-территориальное деление на 1 января 1968 года» — в период с 1954 по 1968 год).

### Динамика численности населения
- 1805 год — 66 чел.[12]
- 1864 год — 28 чел.[21]
- 1889 год — 115 чел.[23]
- 1892 год — 0 чел.[24]
- 1926 год — 123 чел.[30]